# Garcia Alabiano
Garcia Alabiano (ur. 1549 w Tarragonie, zm. 27 kwietnia 1624 w Saragossie) – hiszpański jezuita, profesor i rektor Akademii Wileńskiej.
Kształcił się w Alcalá de Henares, gdzie w 1567 wstąpił do zakonu Jezuitów. Studiował filozofię w Saragossie w latach 1569-1572 oraz teologię w Walencji 1573-1575 a następnie do 1577 w Rzymie. W 1577 przybył do Poznania, a 1578 objął katedrę teologii scholastycznej w Akademii Wileńskiej, a w roku 1585 drugim, po Piotrze Skardze, jej rektorem; rozbudował siedzibę Akademii. Zostając spowiednikiem kardynała Jerzego Radziwiłła zrzekł się profesury i wyjechał z Wilna w 1592 przenosząc się do Krakowa. Od sierpnia 1593 do kwietnia 1594 pełnił urząd wiceprowincjała. W 1599 towarzyszył Radziwiłłowi w podróży do Włoch. Po jego śmierci w Rzymie 1600 powrócił do Hiszpanii obejmując stanowisko rektora kolegium językowego w Saragossie.